# بيريزوفيي (هاباروفسك)
بيريزوفيي (بالروسية: Березовый) هي مدينة في مقاطعة خاباروفسك كراي في روسيا.
يبلغ عدد سكانها حوالي 5656  نسمة.